# Atomarops
Atomarops é um género de coleópteros da família Erotylidae.